# Coupe du monde des clubs féminine de la FIFA
La Coupe du monde des clubs féminine de la FIFA est une compétition internationale opposant des clubs de football féminin organisée par la Fédération internationale de football association (FIFA). La première édition est prévue en 2028.

## Histoire
Le Championnat international féminin des clubs (ou Mobcast Cup/Nestlé Cup) a été la première compétition internationale annuelle disputée par des clubs champions féminins. Ce tournoi était organisée par la Fédération japonaise de football et la L. League. La première édition a lieu au Japon en novembre 2012 avec la participation de quatre clubs : l'Olympique lyonnais (Europe), le Canberra United (Australie), l'INAC Kobe Leonessa (Japon) et le NTV Beleza (vainqueur de la coupe du Japon). En octobre 2012, Yoshinori Taguchi de la L-League, annonce sa volonté de voir la compétition se dérouler sur trois ans, en incluant davantage de champions continentaux. Les organisateurs souhaitaient également que la FIFA approuve à terme le tournoi en tant qu'équivalent féminin de la Coupe du Monde des Clubs de la FIFA. Cependant, après trois éditions (la dernière en 2014), ce tournoi a été abandonné.
De son côté, le comité exécutif de la FIFA entend en octobre 2013 une proposition de son groupe de travail sur le football féminin visant à explorer l'idée d'une Coupe du monde des clubs féminins de la FIFA. Le conseil d'administration du club brésilien de São José, vainqueur de la Copa Libertadores féminine 2013, affirme même que la FIFA aurait approuvé l'organisation en 2014 d'un tournoi interclubs entre les champions sud-américains et les vainqueurs de la Ligue des champions féminine de l'UEFA 2012-2013, le VfL Wolfsburg. Cependant, le match proposé entre les deux champions continentaux n’a jamais dépassé le stade du projet.
En 2015, le groupe de travail sur le football féminin de la FIFA propose à nouveau la création de la Coupe du monde des clubs féminins de la FIFA. Il propose également une augmentation du nombre d'équipes et un développement des compétitions au niveau des confédérations en relation avec la future compétition.
Un match amical disputé entre l'Arsenal LFC (vainqueur de la FA Women's Cup) et le Reign de Seattle (vainqueur du NWSL Shield) le 26 mai 2016 (terminé par un match nul 1-1) au Memorial Stadium de Seattle est décrit comme « un tremplin vers la grande idée d'une Coupe du monde féminine des clubs de la FIFA ».
En 2017, la responsable du football féminin de la FIFA, Sarai Bareman, évoque la possibilité d'une Coupe du monde des clubs féminins, en déclarant que « nous devons faire très attention à la manière dont nous la présentons, au moment où nous la présentons et qu'elle doit inclure toutes les régions. Je sais, toutes les régions ne sont pas au même niveau de développement, mais il existe une opportunité incroyable, mais nous devons être très stratégiques et prudents dans la façon dont nous le faisons ».
Lors de la conférence de presse de clôture de la Coupe du monde féminine des nations de 2019, le président de la FIFA Gianni Infantino présente une proposition visant à créer le tournoi « à démarrer le plus tôt possible », comme une étape vers le développement futur du football féminin. En décembre 2022, la FIFA annonce son intention d'établir une Coupe du monde des clubs féminins tandis que le calendrier du football féminin reste inchangé jusqu'en 2025. En janvier 2024, The Athletic rapporte que la FIFA envisage la tenue d'une première Coupe du monde des clubs féminins en 2026. Le 15 mai 2024, le conseil de la FIFA annonce en amont du 74e congrès de la FIFA à Bangkok que la première édition de la Coupe du monde féminine des clubs se tiendra effectivement en janvier et février 2026. La nouvelle compétition devrait se dérouler tous les quatre ans.
En mars 2025, la FIFA repousse le lancement de la compétition de deux ans, reportant la première édition à 2028, tout en annonçant une compétition mineure annuelle regroupant seulement six clubs, la Coupe des Champions.